# Svartblod
Svartblod är ett samlingsbegrepp för fiktiva humanoida arter framför allt inspirerade av Tolkiens orcher och troll. Svartblod förekommer inom bordsrollspel, fantasylitteratur och på de flesta fantasylajv
Exempel på arter som kan räknas till svartblod är orcher, troll, dagalusher, och vättar. Hur svartbloden skildras varierar från verk till verk, men ofta är de ondsinta, hänsynslösa, grovhuggna, krigiska och statusfixerade. 
Termen har vid några tillfällen misstolkats och misstagits för att vara nedsättande mot etniska grupper i den verkliga världen.[källa behövs] Delvis på grund av detta används ibland termen svartfolk istället. Svartfolk är ett äldre begrepp som kommer från rollspelet Drakar och Demoner.